# Zambia International 1977
Die Zambia International 1977 als offene internationale Meisterschaften von Sambia im Badminton fanden vom 11. bis zum 13. November 1977 in Ndola statt.

## Finalergebnisse
| Disziplin    | Sieger                          | Finalist                     | Ergebnis            |
| ------------ | ------------------------------- | ---------------------------- | ------------------- |
| Herreneinzel | Monday Edo                      | Samson Egbeyemi              | 16:17, 17:15, 15:11 |
| Dameneinzel  | Christine Nyahoda               | Grace Edwards                | 3:11, 11:3, 12:11   |
| Herrendoppel | Arun Jobanputra Raju Chiplukar  | Vijai Maini Narendra K. Shah | 15:12, 15:9         |
| Damendoppel  | Christine Nyahoda Teresa Koloko | B. Lessen P. Jackson         | 15:0, 9:15, 15:13   |
| Mixed        | Vijai Maini Chris Maskell       | M. Abraham P. Jackson        | 15:12, 15:8         |